# Омельник (зупинний пункт)
Оме́льник — пасажирський залізничний зупинний пункт Полтавської дирекції Південної залізниці на електрифікованій  лінії Полтава-Південна — Кременчук між станцією Потоки (2,1 км) та зупинним пунктом 248 км (2,5 км). Розташований у селі Щербаки Кременчуцького району Полтавської області.

## Станційні споруди
Зупинний пункт обладнано двома бічними платформами. На південній платформі (напрямок — на Полтаву) споруджено павільйон для пасажирів.

## Пасажирське сполучення
Приміське сполучення здійснюється електропоїздами за напрямками: Крюків-на-Дніпрі — Полтава, Кременчук — Кобеляки, Кременчук — Полтава.